# 晚邮报

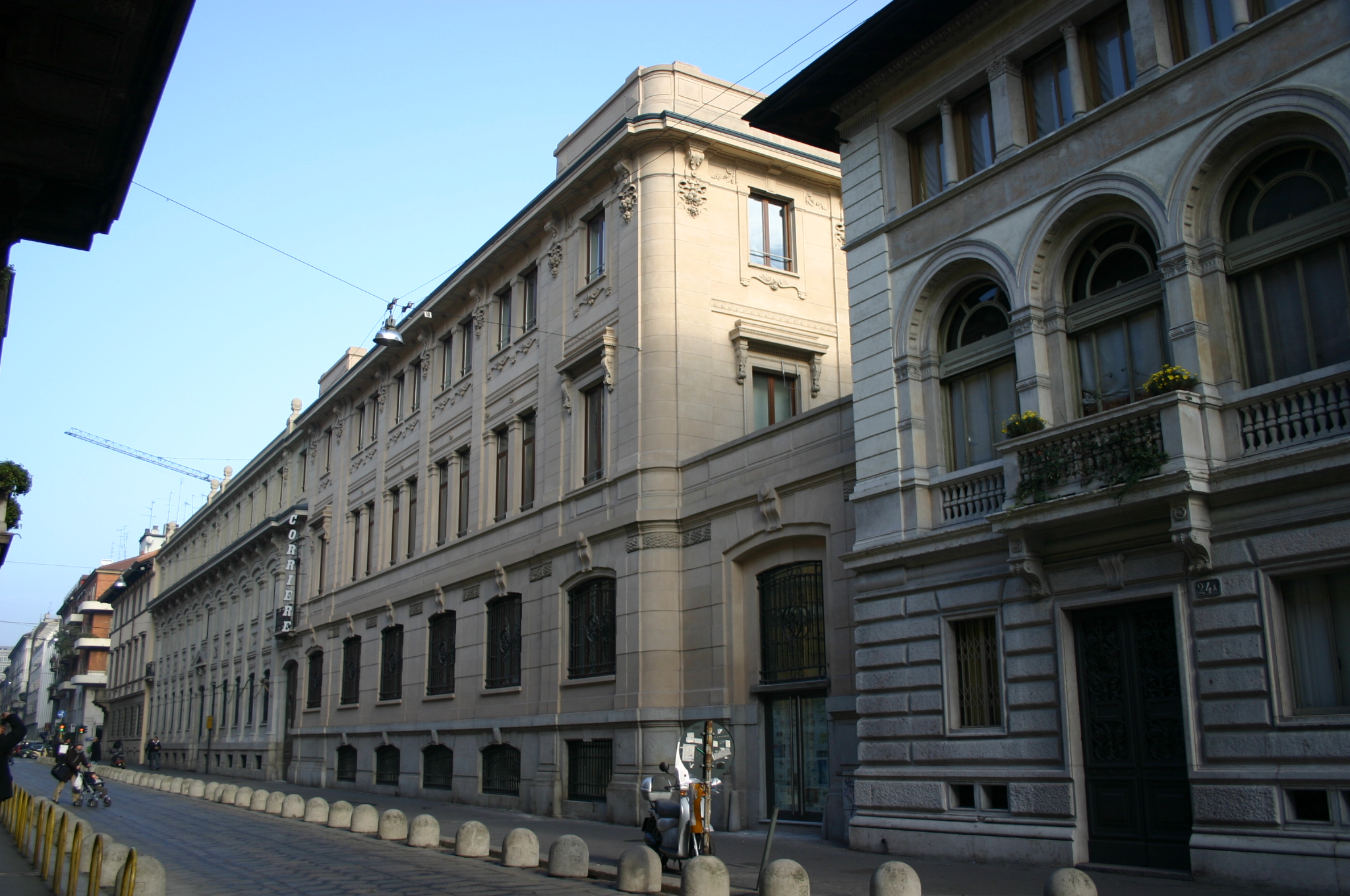
米兰总部。

晚邮报（義大利語：Corriere Della Sera）是在米兰出版的意大利日报，是意大利最著名的全国性日报，也是最早成立的日报之一。2015年12月的平均每日发行量超过41万份。
1910、20年代，在路易吉·阿尔贝蒂尼的管理下，晚邮报成为了意大利阅读范围最广的报纸，获得了今日的重要性和影响力。它的主要竞争者有都灵新闻报和罗马共和国报。